# Belle Vue Aces
Belle Vue Aces är en speedwayklubb från Manchester som ingår i den engelska elitdivisionen i speedway. Lagets färger är rött, svart och vit med ett svart klövermärke som klubbemblem.